# Cầu Tsunoshima
Cầu Tsunoshima (Nhật: 角島大橋 Hepburn: Tsunoshima-Ōhashi) là một cây cầu nằm ở tỉnh Yamaguchi, Nhật Bản. Cây cầu dài 1.780 m (5.840 ft), nối đảo Tsunoshima với đất liền, là cây cầu dài thứ hai ở quốc gia này.  Đây cũng là cây cầu dài nhất tại Nhật mà không cần phải trả phí để đi qua.

## Tổng quát

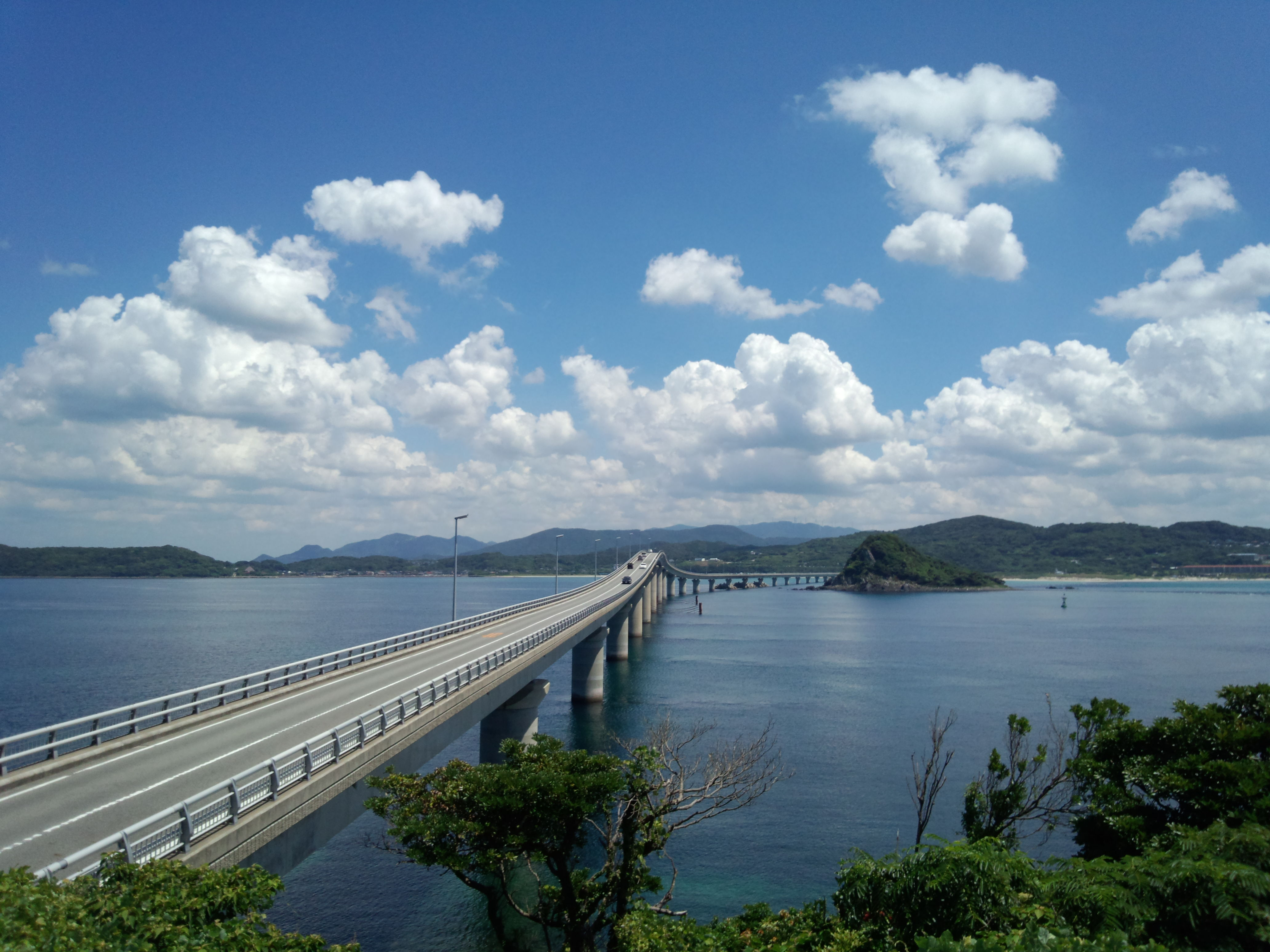
Cây cầu nhìn từ Tsunoshima

Cầu Tsunoshima bắc qua eo biển Amagaseto ở biển Nhật Bản, nối đảo Tsunoshima với đất liền tại Hōhoku, Shimonoseki. Nó dài 1.780 m (5.840 ft), là cây cầu dài thứ hai ở Nhật Bản sau Cầu Akashi Kaikyō.
Cây cầu có đặc điểm hình dạng cong đặc biệt, cầu thẳng kéo dài từ đất liền và uốn cong khi đi qua đảo Hatoshima (một hòn đảo không có người ở nằm ở eo biển). Vì Cầu Tsunoshima nằm trong ranh giới Công viên Quốc gia Kita-Nagato Kaigan nên cây cầu được cố ý uốn cong để tránh đi qua đảo Hatoshima, mục đích để bảo tồn môi trường tự nhiên của đảo. Chiều cao của cây cầu cũng được giới hạn để giữ gìn cảnh quan với khu vực xung quanh.

## Lịch sử
Trước khi xây dựng Cầu Tsunoshima, người dân chỉ có thể di chuyển từ đất liền sang Tsunoshima bằng phà với bảy chuyến mỗi ngày. Chuyến phà thường xuyên bị hoãn và hủy do thời tiết xấu, đặc biệt là vào mùa đông, vào năm 1983, một nhóm khoảng 100 cư dân trên đảo đã thành lập một nhóm để vận động cho việc xây dựng một cây cầu. Cầu được khởi công vào tháng năm 1993 và được xây dựng trên đảo Tsunoshima với tổng chi phí dự án trên 14,9 tỷ JP¥. Cầu thông xe vào ngày 3 tháng 11 năm 2000. Năm 2003, cây cầu đã được Hiệp hội Kỹ sư Xây dựng Nhật Bản công nhận Giải thưởng Xuất sắc cho thiết kế về bảo vệ môi trường.

## Du lịch
Cầu Tsunoshima được xây dựng đã đóng góp đáng kể vào ngành du lịch của Tsunoshima, bản thân cây cầu là một điểm đến du lịch nổi tiếng nhờ tầm nhìn toàn cảnh ra hòn đảo và gần một số bãi biển cận nhiệt đới. Một số đài quan sát và các tiện ích khác được đặt tại Công viên Amagase, một công viên được chia thành hai phần ở cả hai đầu của cây cầu. Các chương trình quảng cáo ô tô và phim truyền hình thường xuyên được quay trên và xung quanh cây cầu.